# 卡尼奥堡
卡尼奥堡（匈牙利語：Kányavár）是匈牙利佐洛州所辖的一个村，总面积4.20平方公里，总人口114，人口密度27.1人/平方公里（2010年1月1日）。